# Yala (fiume)
Il Yala è un fiume della parte occidentale del Kenya, affluente del lago Vittoria.

## Corso
Il fiume nasce a 2.364 m di altitudine nella scarpata di Nandi (Nandi Escarpement), situata sul bordo nord del rift di Kavirondo, uno dei segmenti dell'allineamento orientale della Rift Valley.
Il suo corso ha una lunghezza di 219 km e scende di 1.232 m di dislivello, con una pendenza media dello 0,56%.
Scorre inizialmente da est.nord-est a ovest-sud-ovest, passando a nord dei monti Narndi (Nandi Hills) e delle piantagioni di tè, attraversa la foresta di Nandi meridionale (South Nandi Forest) e la parte meridionale della foresta di Kakamega.
Di fronte al monte Usire cambia direzione, scorrendo in direzione di ovest-nord-ovest e le sue acque vengono utilizzate per risaie e per itticoltura.
Entra quindi nelle paludi di Yala, dove si separa in due rami: quello di destra alimenta il lago Kanyaboli, dove riceve come affluente il Rapudo, ne esce rientrando nelle paludi, riceve le acque del fiume Hwiro e taglia in due le paludi fino a sfociare nel lago Vittoria a Usengi.
Il ramo di sinistra, che segna il limite meridionale delle paludi, forma il piccolo lago Namboyo, costeggia la collina di Ramogi (Ramogi hill) e alimenta il lago Sare, prima di sfociare anch'esso nel lago Vittoria.

## Affluenti
- King'wal e Kimondi (foresta meridionale di Nandi)
- Ochock (dall'altopiano di Bondo
- Rapudo (nel lago Kanyaboli)
- Hwiro (nelle paludi di Yala)

## Contee attraversate
Nella Rift Valley percorre la contea di Nandi; quindi segna il confine tra le contee di Kakamega e di Vihiga per poi attraversare la contea di Busia e quella di Siaya.

## Sfruttamento
Nel 2009 è stata progettata la costruzione di una centrale idroelettrica lungo il fiume Yala.